# Bergues
Bergues [bergg] je obec v severní Francii v regionu Hauts-de-France a départementu Nord, poblíž hranic Belgie a asi 9 kilometrů na jih od slavného přístavu Dunkerk. V roce 2011 zde žilo 3 898 obyvatel. Obec se těší intenzivnímu zájmu turistů od roku 2007, kdy zde byl natáčen úspěšný film Vítejte u Ch'tisů.

## Historie
Ačkoli dnes ekonomickým i politickým významem Bergues zastiňuje nedaleký Dunkerk, v minulosti tomu bylo přesně naopak. V devátém století leželo město na hranici Flanderského hrabství a čelilo nájezdům normandských dobyvatelů. Proto zde vlámský hrabě Boudewijn II. nechal vybudovat primitivní opevnění. Boudewijn IV. zde v roce 1022 založil kostel, který se později stal základem opatství. Výhodná poloha v rámci regionu a poblíž pobřeží způsobila, že se z Bergues stalo centrum regionu, důležité obchodní středisko a přístav, přičemž nejdůležitější obchodní komoditou byl jako v celých Flandrech textil. 
Bergues byl součástí Flanderského hrabství až do konce třináctého století, kdy jej na krátkou dobu dobyli Francouzi, ale následně ho opět vrátili Flandrům. Tato situace se v dalších staletích opakuje ještě několikrát. Na konci patnáctého století se španělský císař stává i vládcem Flander. V této době si Bergues užívá svého největšího rozkvětu. V roce 1668 je po válce mezi Flandry a Francií společně s několika dalšími městy v okolí připojeno definitivně k Francii. Svůj velký význam si však nadále uchoval.
Katastrofální byla pro Bergues Velká francouzská revoluce. Po jejím konci vliv města upadal a jeho dosavadní funkce převzal nedaleký Dunkerk.

## Pamětihodnosti
- Městská hradba, zčásti středověká a zčásti přestavěná Vaubanem, v délce 5,4 km s pěti městskými branami
- Městská věž (befroi) ze 14.–16. stol., po roce 1950 znovu postavená
- Gotický kostel sv. Martina s věží z konce 16. století
- Zbytky středověkého kláštera St-Winnock, zbořeného za revoluce: Hranatá věž (Tour carrée) a Špičatá věž (Tour Pointue)
- Canal de Bergues ze 16. století, spojující město s Dunkerkem a s mořem

### Galerie

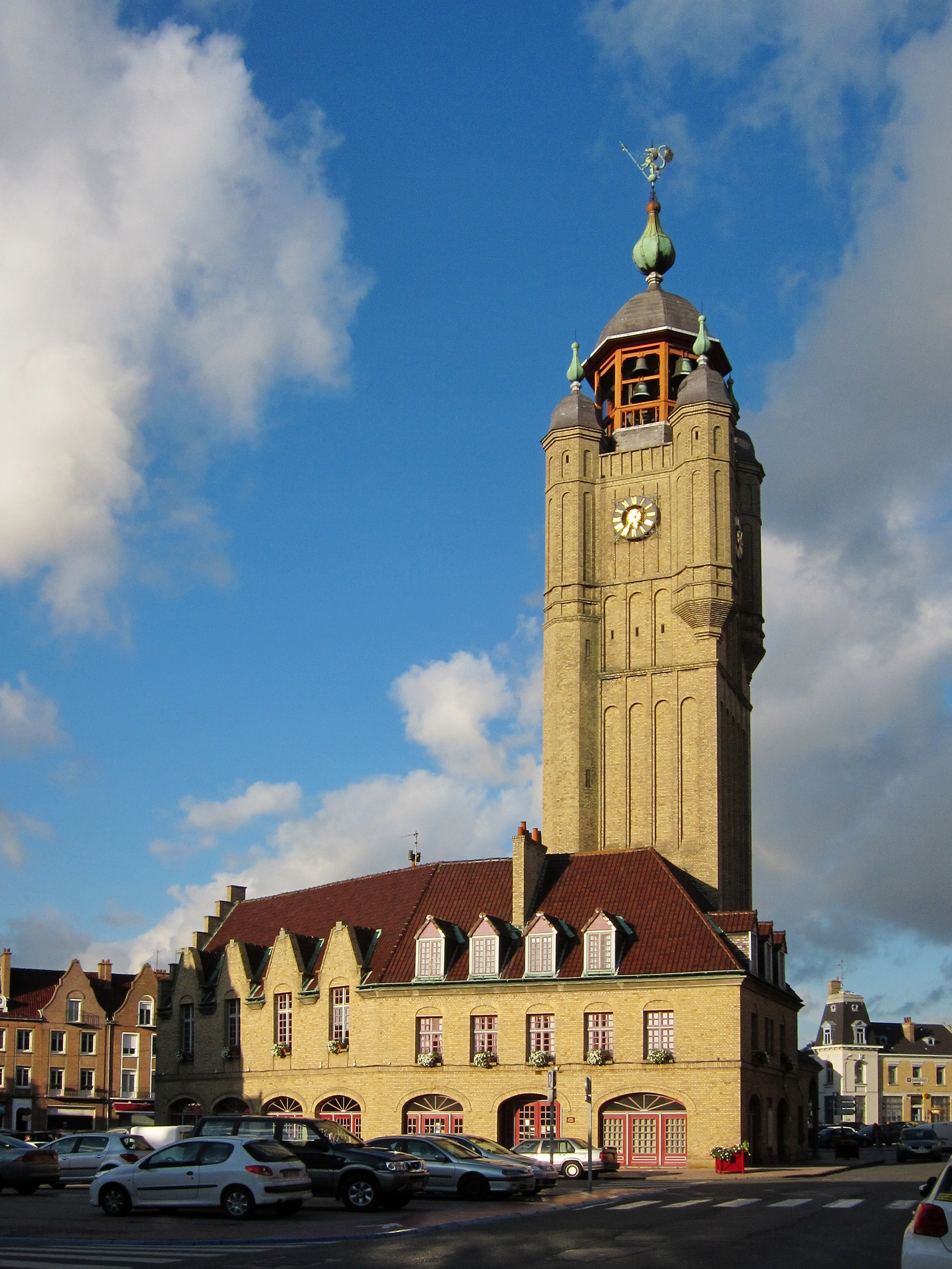
Městská věž
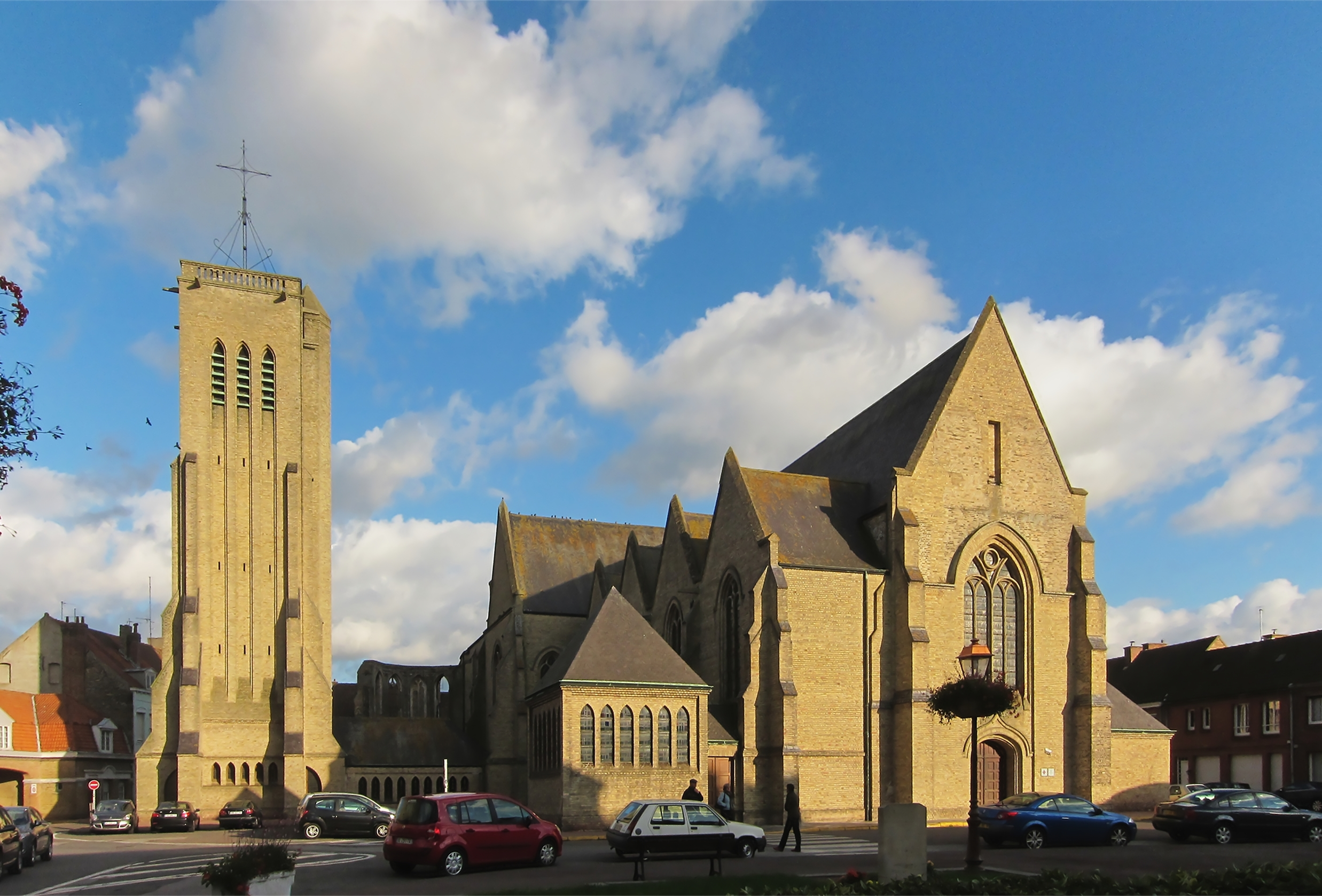
Kostel sv. Martina
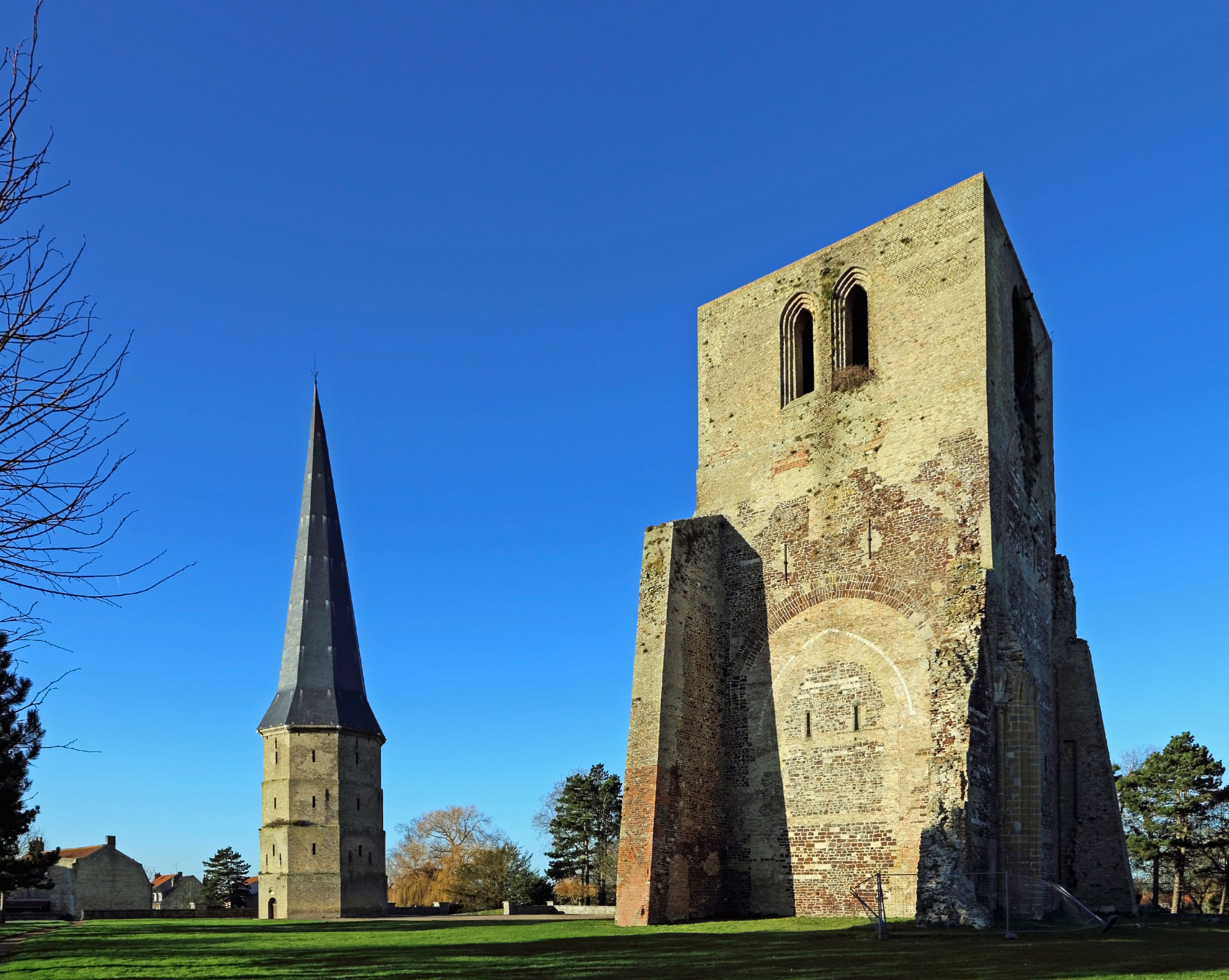
Trosky kláštera Saint-Winnoc
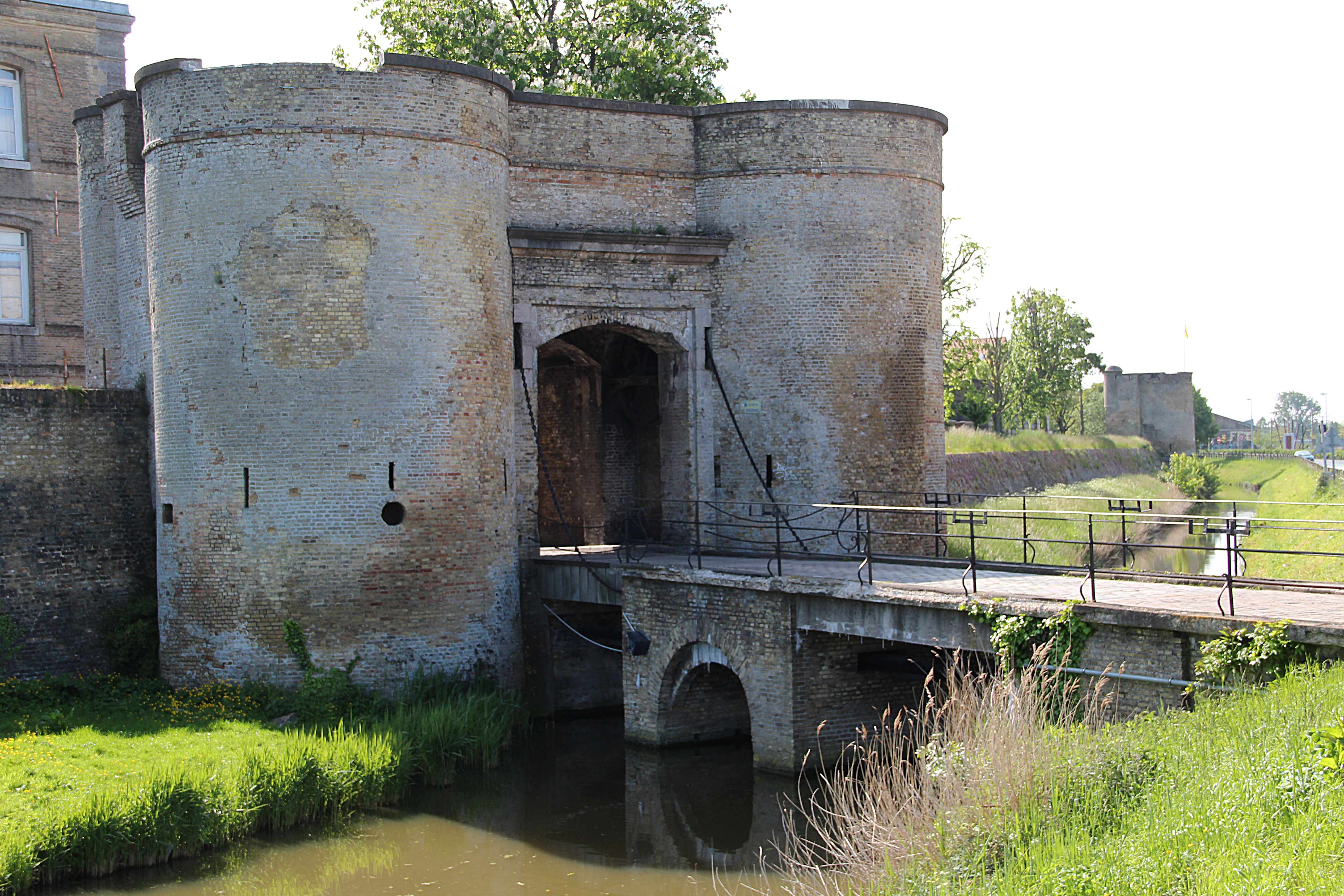
Porte de Bierne
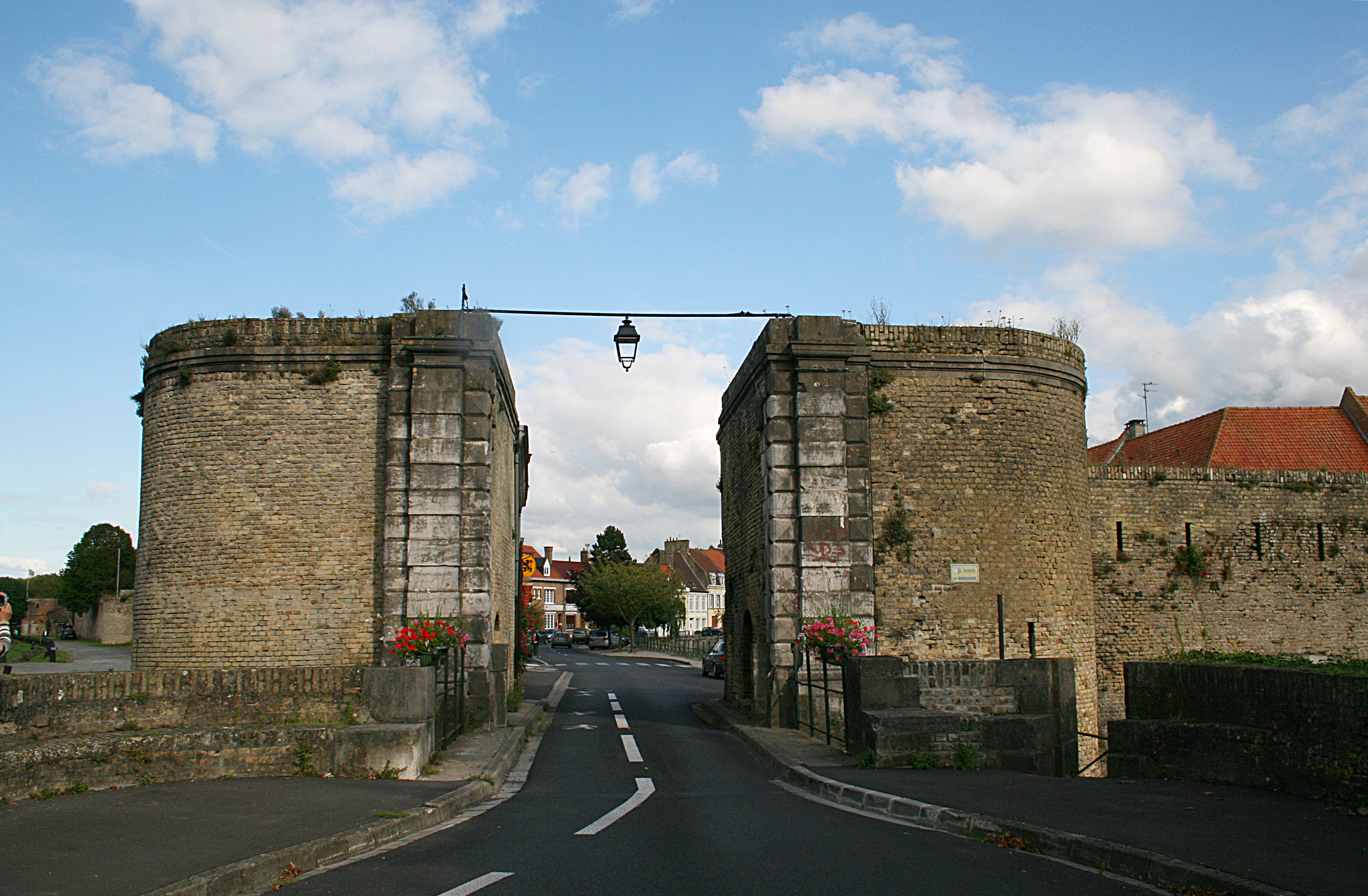
Porte de Dunkerque

## Sousední obce
Bierne, Coudekerque-Village, Hoymille, Quaëdypre,

## Vývoj počtu obyvatel
Počet obyvatel 